# Barra Longa
Barra Longa é um município brasileiro do interior do estado de Minas Gerais, Região Sudeste do país. Sua população estimada em 2024 era de 5 740 habitantes.

## História
Barra Longa nasceu de uma capela primitiva levantada em São José do Gualacho do Norte, ou São José da Barra de Matias Barbosa, instalada em 1729. Pertencia à freguesia do Furquim. O bandeirante Francisco Bueno de Camargo esteve na barra do ribeirão do Carmo com o Gualacho, no Guarapiranga (atual Alto Rio Doce), encerrando o desbravamento da região: levantou em 1702 uma capela a São José que hoje  chama Barra Longa. Freguesia por sua vez em 1741, vigararia colativa em 1752.
Capela de São José da Barra do Gualacho ou Barra de Matias Barbosa, erigida pelo ajudante José Ferreira Torres, com escritura de 25 de março de 1729. Bênção dada na mesma data pelo padre Pascoal Moreira Falcão. Freguesia por provisão de 21 de outubro de 1741 pelo bispo Dom frei João da Cruz. A viúva do coronel, D Luisa de Souza Oliveira, doou à capela "uma roça com duas casas de vivenda, com horta e pomar de espinho, capoeiras, catingas e matas virgens", escritura de 26 de janeiro de 1744. Construída nova matriz meia légua abaixo, provisão de 7 de novembro de 1748 por iniciativa da Irmandade do Santíssimo Sacramento, mas consta só ter-se iniciado a obra em 1774. Arouca, entalhador Francisco Vieira Servas, fizeram o altar-mor com retábulo encimado por escudo de armas portuguesas, colunas, nicho, arcos, arco-cruzeiro, dois formosos anjos de vulto, etc.
Esse potentado, o coronel Matias Barbosa da Silva, morto em 25 de julho de 1742 foi assim descrito em carta de Lisboa, em 1736,  por Martinho de Pina Proença: «interessando-se sempre nos contratos reais, abrindo caminhos e povoando sítios.»  Tinha enorme fortuna ao morrer: ouro em pó, ouro lavrado, prata lavrada, grande fazenda na barra dos Gualaxo, sítio, outro sítio no rio Gualaxo, terras minerais em Guarapiranga, outros quatro sítios  na Picada de Goiás, duas sesmarias, casas do Rio, outras duas em Vila Rica, em uma só fazenda teria 200 escravos! Em seu testamento, determinava a celebração de 5.200 missas por sua alma.

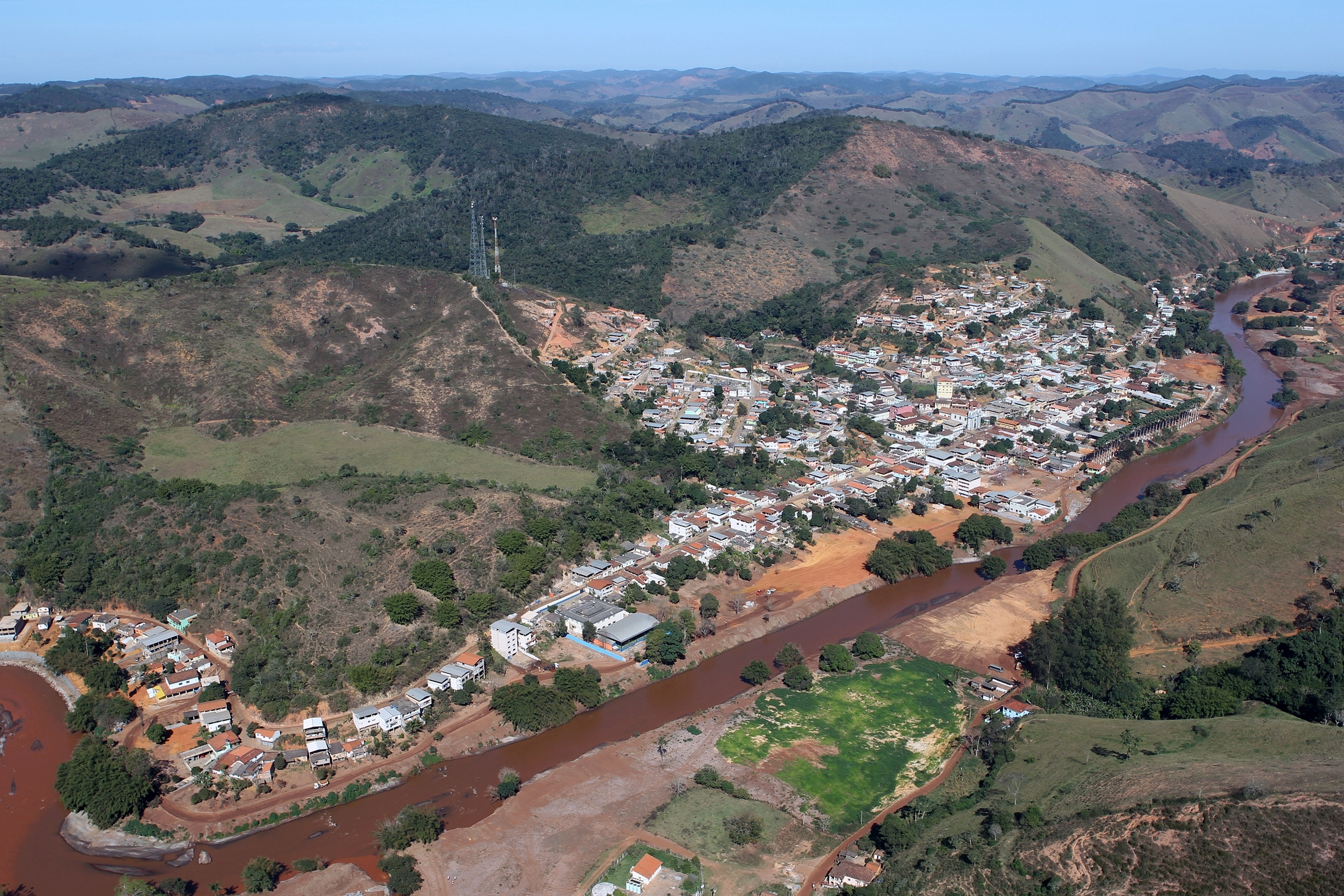
Vista da cidade cortada pelo rio do Carmo em julho de 2016, oito meses depois do rompimento de barragem em Mariana em novembro de 2015.

Em novembro de 2015, o município foi um dos afetados pelo rompimento de barragem ocorrido em Mariana. A lama da barragem de rejeitos da Samarco que atingiu o rio Gualaxo do Norte e posteriormente o rio Doce provocou uma súbita enchente na cidade e em comunidades rurais, além de desabastecimento e intoxicação em moradores em função de metais pesados.

## Geografia
De acordo com a divisão regional vigente desde 2017, instituída pelo IBGE, o município pertence às Regiões Geográficas Intermediária de Juiz de Fora e Imediata de Ponte Nova. Até então, com a vigência das divisões em microrregiões e mesorregiões, fazia parte da microrregião de Ponte Nova, que por sua vez estava incluída na mesorregião da Zona da Mata.